# E-6 (航空機)
E-6 マーキュリー
E-6
- 用途：通信中継・空中指揮機
- 製造者：ボーイング
- 運用者： アメリカ合衆国（アメリカ海軍）
- 初飛行：1987年2月
- 生産数：16機
- 運用開始：1989年8月
- 運用状況：現役
- 原型機：ボーイング707

E-6は、アメリカ海軍が運用している航空機。超長波(VLF)を用いて、潜水艦との通信中継の他、空中指揮を行う機体である。製造はボーイング社で、愛称はマーキュリー(Mercury)。後継はC-130輸送機を改造したE-130Jとなった。

## 概要
潜航中の潜水艦と長距離通信を行うには短波・超短波など海中において非常に減衰が激しい波長ではなく、減衰が少ない超長波が用いられている。しかし超長波のアンテナは長さがキロメートル単位となり、通信施設を地上に設置した場合、軍事的に見て、施設が大きく攻撃に対し非常に脆弱である。そのため、通信設備一式を航空機に搭載し、そこから通信中継を行うことが考えられた。この機体はTACAMO(Take Charge And Move Out)機と呼ばれる。
アメリカ海軍は、1960年代よりC-130輸送機を改造したEC-130G/QをTACAMO機として使用していたが、旧式化に伴い、後継機としてE-6が新たに開発されることとなった。開発は1986年より開始された。新造されたボーイング707-320を改造母機とし、通信機材の搭載、胴体上部へのフライングブーム式空中給油受油用リセプタクルの付加、エンジンをF108ターボファンエンジンへ換装し、推力強化と燃費向上が行われた。また、急旋回に対応するため、一部胴体の強度が強化されている。
通信機材は、VLF用のものとして1,220mおよび7,925mのアンテナが装備されており、VLF通信時は重しを兼ねる吹流しをつけて胴体後部より展開し機体を定点旋回させる。すると長大なアンテナは推進力を失い降下し、空中で垂直に垂らした状態になる、通信中はアンテナの状態を保つために旋回を続ける。
翼端のフェアリングにESMアンテナやHFアンテナを装備している。1992年からはMILSTAR用のEHF衛星通信アンテナが機体上部へ設置されている。
通常の運用方法は、指揮官1名・パイロット4名・通信員7名を乗せ、基地より約2,000キロ進出し、そこで通信中継を行う。
E-6の初飛行は1987年6月18日に行われた。1989年より部隊配備が始まり、1992年までに16機が生産された。当初の愛称はギリシャ神話の神にちなんだ「ハーミーズ」であったが、この愛称はヘルペスに似ていたため搭乗員から不評であり、1991年に同じ神のローマ神話での名前である「マーキュリー」に変更されている。空軍のEC-135ルッキング・グラス(en)退役に伴い、通信中継のみではなく、それまで同機が担っていた戦時におけるアメリカ戦略軍空中指揮機（コマンドポスト）の任務が付与され、通信機材の更なる増強などの改造が全機に対して行われた。この型はE-6Bと呼ばれ、1997年12月に初号機の改装が完了、1998年10月より就役を開始し、2003年までに全機の改装が完了した。
当初は、太平洋方面の第3艦隊航空偵察飛行隊及び大西洋方面の第4艦隊航空偵察飛行隊に配備され、奇襲核攻撃による被害をさけるために、24時間空中待機任務についていた。1992年以降は地上待機となり、オクラホマ州ティンカー空軍基地に移動し、アメリカ海軍第1戦略通信航空団(Strategic Communications Wing 1)において集中運用されている。

## 要目
- 全長：46.6m
- 全幅：42.1m
- 全高：12.9m

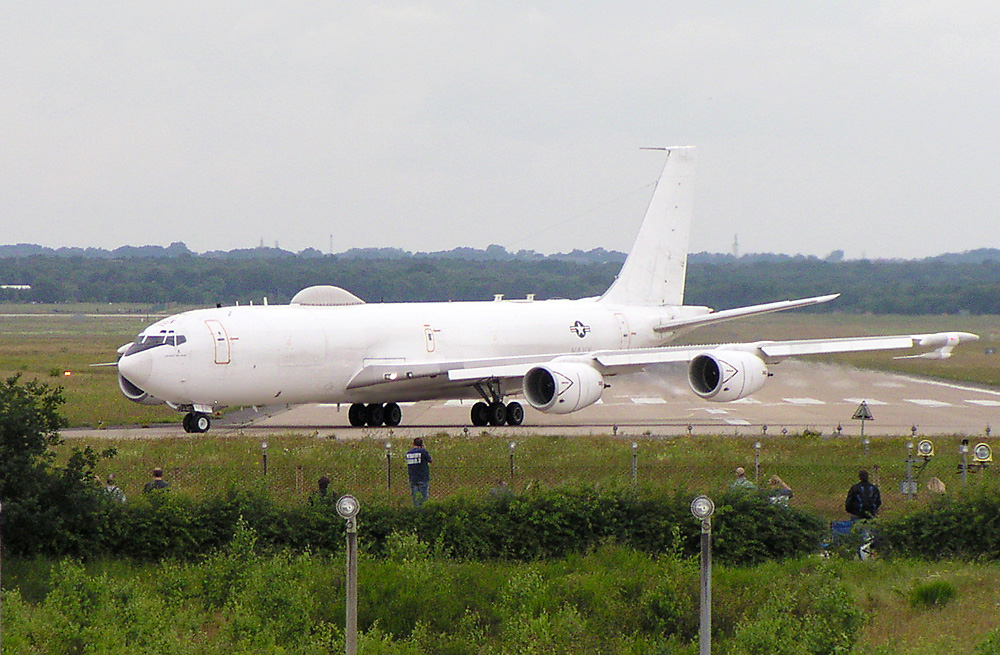
E-6B

- エンジン：CFM F108-CF-100（推力：9.9t）4基
- 最大速度：980km/h
- 巡航速度：840km/h